# InnoTrans
InnoTrans — крупнейшая в мире железнодорожная выставка-ярмарка транспортной техники и транспортных систем. Проводится раз в два года в выставочном комплексе Messe Berlin принадлежащем Messe Berlin GmbH. Выставочный комплекс имеет подъездные железнодорожные пути европейской колеи которые используются для показа железнодорожных транспортных средств.

## История
Первая выставка была проведена в 1996 году и с тех пор проходит раз в два года в чётные года. Время проведения выставки — сентябрь или октябрь, срок проведения — четыре выставочных дня. Два дня выставка находится в распоряжении специалистов, ещё два дня выставка открыта для всех.
Целевая аудитория выставки — технические специалисты железнодорожной отрасли.
Выставка включает в себя экспозицию под открытым небом, специализированную выставку в павильонах, а также широкую программу конференций InnoTrans Convention. Также большое внимание уделяется на выставке технике для строительства и обслуживания железнодорожной инфраструктуры: пути, тоннелей, систем связи.
С момента создания выставки постоянно происходит рост числа экспонентов и посетителей, новинок подвижного состава, представленного на выставке. Уже на первой выставке были представлены 172 компании. На второй выставке, состоявшейся в 1998 году было 403 экспонента. В 10-й выставке 2014 года участников было более 2700. InnoTrans 2010 посетило более 100 тысяч посетителей. Происходит рост выставочных площадей выставки, а также длины железнодорожных путей, на которых проходит экспозиция: в выставке 2014 года было задействовано 3500 метров железнодорожного пути и свыше 102 тысяч квадратных метров выставочной площади.

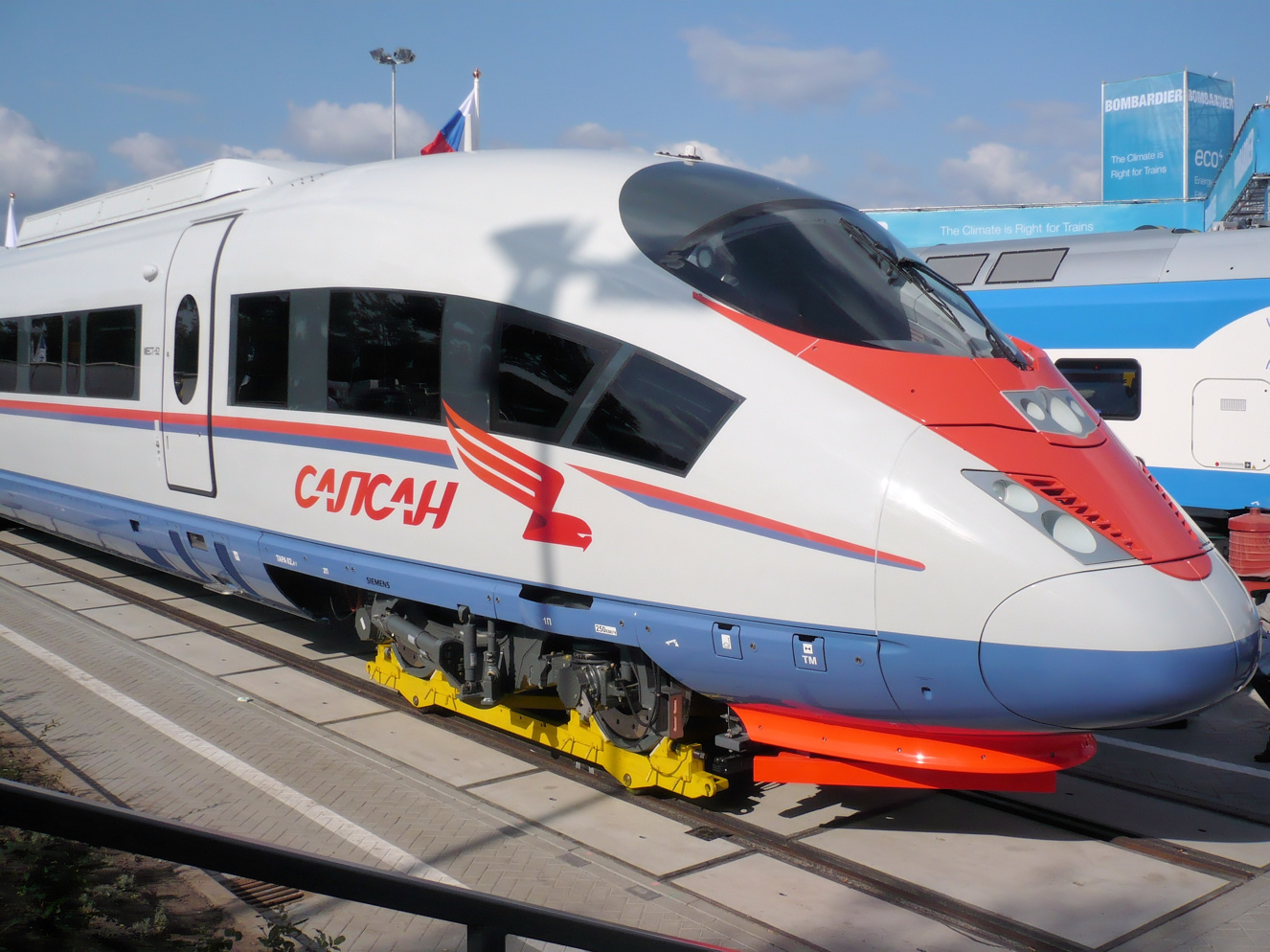
Velaro RUS на выставке InnoTrans 2008

На выставке 2008 года был представлен скоростной поезд «Сапсан» (адаптированная для России версия Siemens Velaro).
В 2012 году на выставке дебютировали компании из Мальты, Сингапура, Эстонии и Мексики.
На выставке также участвуют и российские компании, Российские железные дороги.

## Предстоящие выставки
В 2016 году выставка пройдёт с 20 по 23 сентября. О своём участии в выставке заявили новые участники: Армения и Вьетнам.